# Jean-Michel Besnier
Ne doit pas être confondu avec Jean-Michel Besnier, milliardaire hériter de Lactalis ou avec Michel Besnier, poète et romancier français
Pour les articles homonymes, voir Besnier.
Jean-Michel Besnier, né le 5 avril 1950 à Caen, est un philosophe français.

## Biographie
Agrégé de philosophie (1974)[réf. souhaitée] et docteur en sciences politiques (1987), Jean-Michel Besnier est professeur émérite de philosophie à l’université Paris-Sorbonne, où il a créé et dirigé le master « Conseil éditorial et gestion des connaissances numérisées » de 2001 à 2013 et a dirigé[Quand ?] l’EA 3559 « Rationalités contemporaines »,. Il a enseigné à l’Université de Technologie de Compiègne (UTC) de 1988 à 2001, d’abord en tant que Maître de conférences puis comme Professeur. Il y assura la direction du Département TSH, trois années durant. Il est membre du conseil scientifique de l’Institut des hautes études pour la science et la technologie (IHEST), du directoire du MURS (Mouvement universel pour la responsabilité scientifique) et de la commission Littérature scientifique et technique du Centre national du livre (CNL). Ses enseignements et l’encadrement des thèses de doctorat inscrites sous sa direction portent sur la philosophie des technologies. Il a été membre du Comité d’éthique et de précaution pour les applications de la recherche agronomique de l’INRA et de l’IFREMER (Comepra) de 2000 à 2007. Il a aussi appartenu au Comité d’éthique du CNRS (le COMETS) pendant la même période. Il a été directeur scientifique du Secteur sciences et société du Ministère de l’Enseignement supérieur et de la Recherche en 2008, jusqu’en avril 2011. Il est membre du conseil scientifique du Centre européen de musique.
Ses recherches actuelles concernent principalement l’impact philosophique et éthique des sciences et des techniques sur les représentations et les imaginaires individuels et collectifs.
Il a créé et anime la collection « Mélétè »aux éditions Le Pommier.

## Ouvrages
- Chronique des idées d'aujourd'hui : éloge de la volonté, PUF, 1987 (ASIN B005DF7SCA)
- La politique de l'impossible : l'intellectuel entre révolte et engagement, La Découverte, 1988, 239 p. (ISBN 978-2-7071-1797-7)
- Histoire de la philosophie moderne et contemporaine : figures et œuvres, Grasset, coll. « Le collège de philosophie », 1993, 670 p. (ISBN 978-2-246-42091-0); Le Livre de poche, 1998, 2 volumes, vol. 1  (ISBN 978-2253942726) et vol. 2  (ISBN 978-2253942733)
- L'humanisme déchiré : figures et œuvres, Descartes & Cie, 1993, 125 p. (ISBN 978-2-910301-00-2)
- Tocqueville et la démocratie : égalité et liberté, Hatier, coll. « Profil Philosophie », 1994, 157 p. (ISBN 978-2-218-71268-5)
- Les théories de la connaissance : égalité et liberté, Flammarion, coll. « Dominos », 1996, 127 p. (ISBN 978-2-08-035458-7); PUF, coll. « Que sais-je ? », 2011,  (ISBN 978-2130590217)
- Éloge de l'irrespect : et autres écrits sur Georges Bataille, Descartes & Cie, 1998, 139 p. (ISBN 978-2-910301-71-2)
- Réflexions sur la sagesse, Le Pommier, coll. « Quatre à quatre », 1999, 158 p. (ISBN 978-2-7465-0030-3)
- Peut-on encore croire dans le progrès ?, PUF, coll. « La politique eclatee », 2000, 280 p. (ISBN 978-2-13-050927-1) avec Dominique Bourg
- Érasme, Machiavel, More : trois philosophes pour les managers d'aujourd'hui, Village mondial, 2000, 256 p. (ISBN 978-2-84211-079-6) : Éloge de la Folie d'Érasme par Luc de Brabandère ; Le Prince de Machiavel par Jean-Michel Besnier ; Utopia de More par Charles Handy
- L'irrationnel nous menace-t-il ?, Pleins Feux, 2006, 42 p. (ISBN 978-2-84729-052-3)
- La croisée des sciences : questions d'un philosophe, Seuil, 2006, 272 p. (ISBN 978-2-02-079011-6)
- Demain les posthumains : le futur a-t-il encore besoin de nous ?, Paris, Hachette, coll. « Haute Tension », 2009, 216 p. (ISBN 978-2-213-65594-9); Fayard/Pluriel, 2012,  (ISBN 978-2818502822)
- L'Homme simplifié : le syndrome de la touche étoile, Paris, Fayard, 2012, 208 p. (ISBN 978-2-213-66235-0)
- Histoire des idées, Paris, Ellipses, 2013, 288 p. (ISBN 978-2-7298-8162-7)
- avec Francis Brunelle et Florence Gazeau, Un cerveau très prometteur : conversation autour des neurosciences, Paris, Le Pommier, 2015, 126 p. (ISBN 978-2-7465-1048-7)
- Les robots font-ils l'amour ? : le transhumanisme en 12 questions, avec Laurent Alexandre, Éditions Dunod, 2016